# Cheryl Studer
Pour les articles homonymes, voir Studer.
Cheryl Studer, née le 24 octobre 1955  à Midland dans le Michigan, États-Unis, est une soprano américaine.

## Biographie
Cheryl Studer commence à étudier le chant dans sa ville natale avant d'être découverte par Leonard Bernstein qui lui fait prendre des cours à Tanglewood. Elle prend ensuite des leçons auprès de Hans Hotter, à Vienne, qui la recommande à Wolfgang Sawallisch. Elle débute en 1981 à l'opéra d'État de Bavière à Munich, dans La Flûte enchantée (Première dame) et fait ses débuts américains en 1984.
Cheryl Studer est une soprano au vaste répertoire, particulièrement célébrée dans les années 1990 pour la pureté de sa voix et la clarté de sa diction. Elle chante aussi bien Élisabeth dans Tannhauser à Bayreuth (1985, direction Sinopoli) que Salomé dans l'Herodiade de Massenet (1986). Elle se produit dans les plus grandes maisons :  en 1983 à l'Opéra de Munich pour Irene dans Rienzi et Drola dans Die Feen (direction Wolfgang Sawallisch), en 1984, au Lyric Opera de Chicago, en Micaela dans Carmen, en 1986, au Gran Teatre du Liceu en Freia dans Das Rheingold, à l'Opéra de Paris en Pamina dans Die Zauberflöte , à San Francisco Opera en Eva dans Die Meistersinger puis en 1987 à La Scala en Donna Anna dans Don Giovanni, au Metropolitan Opera en 1988 puis à l'Opéra national de Vienne en 1989, en Chrysothemis dans Elektra. Elle a fait ses débuts au Festival d'été de Salzbourg la même année et dans le même rôle. Elle ajoute encore de nombreux rôles à sa carrière, tels que Elsa, Senta and Sieglinde au festival Bayreuth en 2000 ou die Kaiserin ( Die Frau ohne Schatten ), Leonore ( Fidelio), et sa première Maréchale dans Der Rosenkavalier. Mais en 1998, l'Opéra de Munich la renvoie pour "insuffisance vocale" alors qu'elle a un contrat pour Der Freischutz dirigé par Zubin Mehta avec qui elle a eu déjà un grave problème en 1993, lors d'une méforme vocale en pleine représentation du Trovatore à l'Opéra de Vienne
Sa carrière s'est poursuivie après ces incidents vocaux et des différends avec certains directeurs d'Opéra, revendiquant la versatilité de ses choix d'emplois et refusant d'être cataloguée dans tel ou tel type de rôle.
Cheryl Studer a également abordé le Lied au cours de sa carrière, Samuel Barber, Schubert, Richard Strauss (tels que les Vier letze Lieder) notamment à Salzbourg
Elle est installée en Allemagne, où elle est, depuis 2003, professeur honoraire à Wurtzbourg.
Elle a enregistré un grand nombre d'albums et d'intégrales d'opéra durant les années 1990, pour les plus grandes maisons de disques,.

## Discographie sélective
- Lohengrin, direction Claudio Abbado (Elsa)
- La Veuve joyeuse, direction John Eliot Gardiner (Hanna Glawari)
- Tannhäuser, direction Giuseppe Sinopoli (Elisabeth)
- La Walkyrie, direction Bernard Haitink (Sieglinde)
- Salomé, direction Giuseppe Sinopoli (Salomé)
- Faust, direction Michel Plasson (Marguerite)